# Зинковский, Евгений Валерьевич
Евгений Валерьевич Зинковский (род. 23 декабря 1960 года) — спортсмен. Мастер спорта СССР международного класса по современному пятиборью (1983). Выдающийся спортсмен РБ (1993).

## Биография
Зинковский Евгений Валерьевич родился 23 декабря 1960 года в Уфе.
В 1986 году окончил Башкирский сельскохозяйственный институт.
Спортом занимался в ДСО «Урожай». Выступал в 1983—1989 годах за ДСО «Динамо».
В 1982—1986 годах входил в сборную команду России.

## Достижения
- Кубок РСФСР (1981)
- Серебряный призёр чемпионата СССР (1987)
- Кубок РСФСР (1983)
- Бронзовый призёр чемпионата мира (1983) в личном зачёте.
- Чемпион мира (1983)
- Серебряный призёр Спартакиады народов СССР (1983) в командном зачёте.
- Бронзовый призёр Кубка СССР (1986) в личном первенстве.
- Победитель международных соревнований в Ереване, Ленинграде (оба — 1983) и Италии (Рим, 1984).